# Saint-Maixent
Saint-Maixent település Franciaországban, Sarthe megyében. Lakosainak száma 741 fő (2022. január 1.). Saint-Maixent Lamnay, Lavaré, Bouër, Le Luart, Sceaux-sur-Huisne, Villaines-la-Gonais, Cormes és Cherré-Au községekkel határos.

## Népesség
A település népessége az elmúlt években az alábbi módon változott:
| Lakosok száma | 738  | 721  | 746  | 740  | 749  | 746  | 744  | 740  | 741  |
|               | 2013 | 2015 | 2016 | 2017 | 2018 | 2019 | 2020 | 2021 | 2022 |